# Werner Gegenbauer

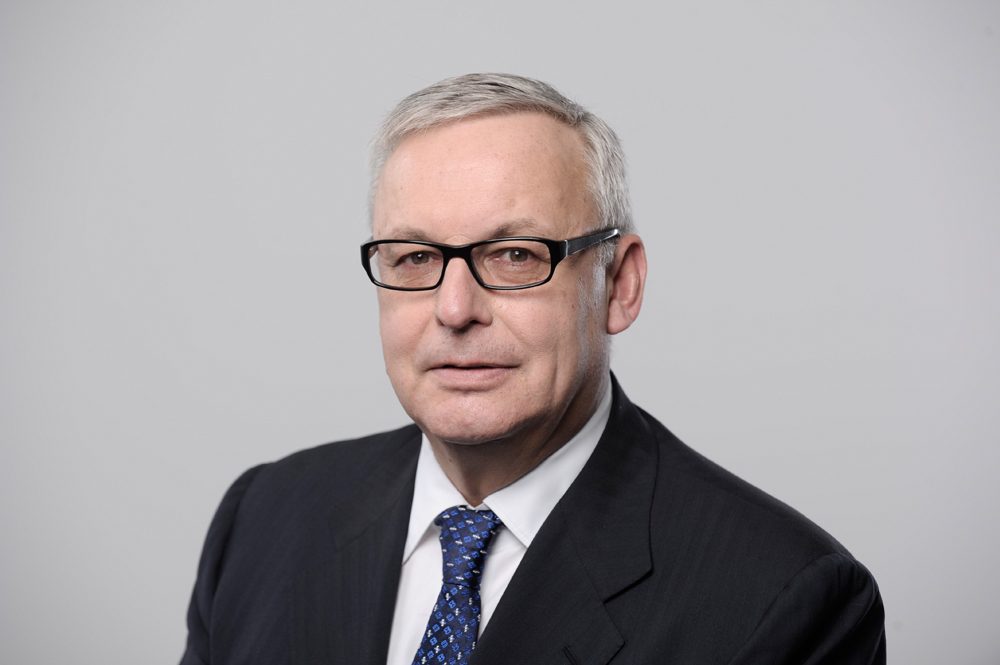
Werner Gegenbauer (2013)

Werner Gegenbauer (* 28. Mai 1950 in West-Berlin) ist ein deutscher Unternehmer, ehemaliger Wirtschaftsfunktionär und von 2008 bis zu seinem Rücktritt am 24. Mai 2022 Präsident von Hertha BSC.

## Beruflicher Werdegang
Nach dem Abitur an der Marie-Curie-Oberschule in Berlin-Wilmersdorf machte Gegenbauer eine Lehre in dem 1925 von seinem Vater Carl Gegenbauer gegründeten Unternehmen für Glas- und Messingreinigung in Berlin sowie in London und der Schweiz. Dort gründete er, noch als Lehrling, 1971 gemeinsam mit einem Schweizer Partner ein eigenes Reinigungsunternehmen, das nach drei Jahren schon 500 Beschäftigte hatte. Nach der Gesellenprüfung legte Gegenbauer auch die Meisterprüfung im Reinigungsgewerbe ab. 1979 trat er in die Geschäftsleitung des Familienunternehmens ein. 1982 wurde Gegenbauer zum Vorsitzenden der Gebäudereinigerinnung gewählt, 1986 übernahm er die Leitung der Gegenbauer-Unternehmensgruppe, die seit 1950 in Stuttgart einen zweiten Standort hatte. Heute steht er dem Aufsichtsrat der Unternehmensgruppe vor.
Gegenbauer erweiterte die Unternehmensgruppe um neue eigenständige Geschäftsfelder bzw. Fachunternehmen im Bereich Sicherheitsdienste als auch im Facilitymanagement für das Gesundheitswesen und die Wohnwirtschaft. 1997 gründete er unter anderem die Velomax Hallenbetriebs GmbH, die die Berliner Multifunktionshallen Velodrom und Max-Schmeling-Halle betreibt.
2001 übernahm Salamander 77 % des Unternehmens, zwei Jahre später kaufte Gegenbauer mit zwei Geschäftspartnern einen Teil zurück, so dass diese 51 % der Stimmrechte hielten. Mit Wirkung zum 1. Januar 2010 kaufte ein Managementkonsortium um Werner Gegenbauer die noch bei der EnBW verbliebenen Gesellschaftsanteile von 49 % zurück, so dass sich das Unternehmen zu 100 % im Besitz von Werner Gegenbauer sowie eines Managementkonsortiums befand. Im Juli 2023 fusionierte das Unternehmen mit Apleona. Demnach beteiligen sich die Gesellschafter des Unternehmens Gegenbauer mit 20 % an Apleona, wobei der Name Gegenbauer vom Markt verschwinden wird.

## Ehrenamtliches Engagement
1997 wurde Gegenbauer zum Präsidenten der Industrie- und Handelskammer zu Berlin gewählt, der er bis 2004 blieb. 
Er ist Mitglied des Wirtschaftsbeirates des Landessportbundes Berlin und war für die erfolgreiche Bewerbung der Stadt für die Leichtathletik-Weltmeisterschaften 2009 zuständig. 
Am 2. Mai 2006 übernahm er von Rupert Scholz den Posten des Aufsichtsratsvorsitzenden bei Hertha BSC. Am 23. Mai 2008 wurde er von der Mitgliederversammlung zum neuen Präsidenten von Hertha BSC gewählt und löste damit Bernd Schiphorst nach 8 Jahren Amtszeit ab. Am 25. Oktober 2020 wurde er mit 421 Gegenstimmen und nur 542 Stimmen für ihn, erneut zum Präsidenten von Hertha BSC gewählt. Das war das schlechteste Ergebnis seiner Amtszeit. Am 24. Mai 2022 trat Gegenbauer als Präsident von Hertha BSC zurück.
Außerdem ist Gegenbauer Schatzmeister im Museumsverein des Deutschen Historischen Museums, Vorstand im Förderkreis Freunde der Komischen Oper Berlin, Vorsitzender des Wirtschaftsbeirats des Senders radio B2, war 20 Jahre lang Vorstandsmitglied des bbw Bildungswerk der Wirtschaft in Berlin und Brandenburg (davon 15 Jahre Vorstandsvorsitzender der Vorläuferin Bildungswerk der Berliner Wirtschaft), er engagiert sich in der Bürgerstiftung Berlin, ist Mitglied im Freundeskreis der Akademie der Künste und sitzt im Beirat des Vereins Behandlungszentrum für Folteropfer Berlin.

## Privates
Gegenbauer ist verheiratet und hat drei Kinder.

## Auszeichnungen
- 2001: Bundesverdienstkreuz 1. Klasse
- 2004: Verdienstorden des Landes Berlin